# Guateque (ort)
Guateque är en ort i Colombia.   Den ligger i departementet Boyacá, i den centrala delen av landet, 80 km nordost om huvudstaden Bogotá. Guateque ligger 1 801 meter över havet och antalet invånare är 7 069.
Terrängen runt Guateque är kuperad åt nordost, men åt sydväst är den bergig. Runt Guateque är det ganska tätbefolkat, med 86 invånare per kvadratkilometer. Närmaste större samhälle är Garagoa, 14,8 km nordost om Guateque. I omgivningarna runt Guateque växer i huvudsak städsegrön lövskog.